# Martynas Paliukėnas
Martynas Paliukėnas (ur. 14 września 1993 w Wilnie) – litewski koszykarz, występujący na pozycji rzucającego obrońcy, obecnie zawodnik Trefla Sopot.
18 grudnia 2015 został zawodnikiem Polpharmy Starogard Gdański. 7 sierpnia 2017 podpisał umowę z Kingiem Szczecin. 28 maja 2018 zawarł kolejny kontrakt z zespołem ze Szczecina.
5 listopada 2019 po raz drugi w karierze zawarł umowę z Polpharmą Starogard Gdański. 11 lutego 2020 opuścił klub.
Tego samego dnia został zawodnikiem Trefla Sopot.

## Osiągnięcia
Stan na 18 marca 2020, na podstawie, o ile nie zaznaczono inaczej.
Indywidualne
- MVP Memoriału Romana Wysockiego (2018)
- Najlepszy w obronie EBL (2018[8], 2019[9])
- Lider w przechwytach:
  - sezonu regularnego EBL (2018, 2020 – w średniej przechwytów)[10]
  - litewskiej ligi LKL (2015)

Reprezentacja
- Wicemistrz Europy U–16 (2009)
- Uczestnik:
  - mistrzostw świata U–17 (2010 – 4. miejsce)
  - mistrzostw Europy:
    - U–18 (2011 – 5. miejsce)
    - U–20 (2013 – 7. miejsce)